# دورگه‌زایی در کاکایی‌ها

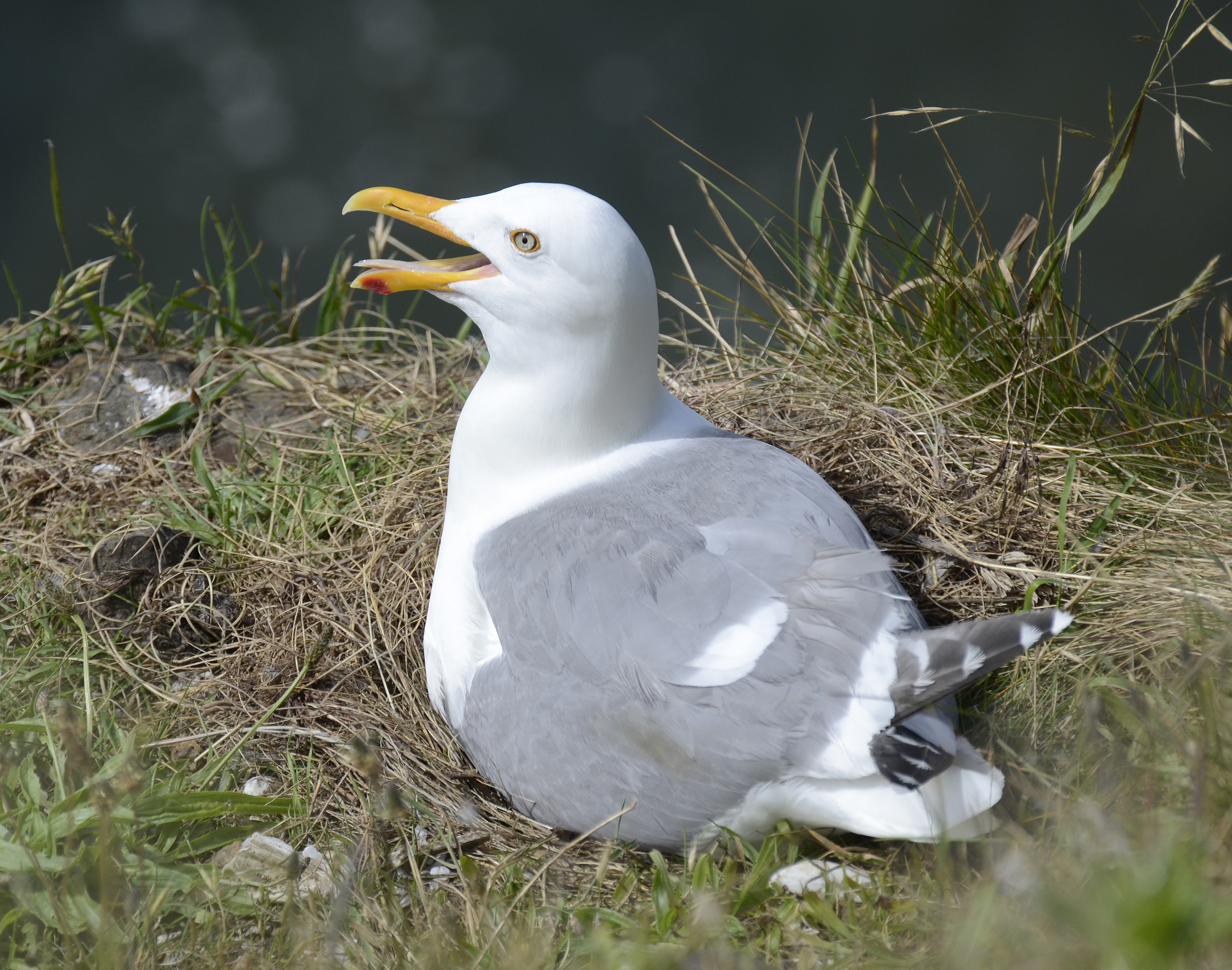
دورگه کاکایی غربی x بال‌کبود، که در زبان عامیانه به عنوان «کاکایی المپیک» شناخته می‌شود.

دورگه‌زایی در کاکایی‌ها اغلب رخ می‌دهد، اگرچه به درجه‌های مختلف و به گونه‌های درگیر بستگی دارد.

## دورگه‌های کاکایی‌های سرسفید بزرگ
- کاکایی شاه‌ماهی و کاکایی پشت‌سیاه کوچک تا اندازه محدودی در جایی که محدوده‌هایشان همپوشانی دارند، با هم تلاقی می‌کنند و پرندگانی با ویژگی‌های میانی تولید می‌کنند که می‌تواند با کاکایی پازرد اشتباه گرفته شود.[۱][۲] در آمریکای شمالی، این ترکیب اغلب به عنوان " کاکایی Appledore" شناخته می‌شود.
- کاکایی غربی و کاکایی بال‌کبود به‌طور گسترده در غرب آمریکای شمالی بین واشینگتن و اورگُن دورگه‌زایی دارند. این دورگه ویژه گاهی به عنوان "کاکایی المپیک" یا "کاکایی Puget Sound" شناخته می‌شود. باور بر این است که تداوم و متقاطع شدن هیبریدها به دلیل برتری دورگه‌زایی است، جایی که دورگه‌ها تناسب تکاملی بالاتری نسبت به گونه‌های مادری در منطقه دورگه‌زایی نشان می‌دهند.[۳]
- کاکایی پشت‌سیاه بزرگ و کاکایی شاه‌ماهی در شرق آمریکای شمالی، به ویژه دریاچه‌های بزرگ، دورگه شده‌اند. این دورگه گاهی به عنوان "کاکایی دریاچه بزرگ" شناخته می‌شود.
- کاکایی‌های شاه‌ماهی و کاکایی کبود در گرینلند، ایسلند و آلاسکا دورگه می‌شوند. فرزندان را "کاکایی نلسون" می‌نامند، اما گاهی به عنوان "کاکایی وایکینگ" نیز شناخته می‌شوند.
- کاکایی شاه‌ماهی و کاکایی بال‌کبود به‌طور گسترده در جنوب آلاسکا دورگه می‌شوند. به فرزندان گاهی "کاکایی جزیرک کوک" می‌گویند.
- کاکایی‌های بال‌کبود و کاکایی کبود در غرب آلاسکا دورگه می‌شوند. گاهی به این دورگه‌ها «کاکایی Seward» می‌گویند.
- کاکایی شاه‌ماهی و کاکایی دومینیکن در لوئیزیانا دورگه شده‌اند. این ترکیب را "کاکایی Chandeleur" نامیده‌اند. این دورگه جالب است زیرا لوئیزیانا خارج از محدوده طبیعی زادآوری هر دو گونه والد است.
- برخی بر این باورند که نژاد کاکایی ایسلندی کوملین ممکن است یک جمعیت ترکیبی بین کاکایی ایسلندی و کاکایی تایر باشد. شناخته شده‌است که هیچ کاکایی خالصی در محدوده کوملین وجود ندارد، اگرچه بسیاری از کاکایی‌های کوملین در محدوده آن‌ها تقریباً از کاکایی‌های تایر قابل شناسایی نیستند، در حالی که دیگران شبیه کاکایی ایسلندی خالص با طیف گسترده‌ای از تنوع هستند.

## دورگه‌ها در میان کاکایی‌های کوچک‌تر
- رایج‌ترین دورگه موجود در بین کاکایی‌ها در اروپا، بین کاکایی سرسیاه کوچک و کاکایی مدیترانه‌ای است. دورگه‌های این ترکیب گهگاه در لبه شمال غربی محدوده زادآوری کاکایی مدیترانه‌ای گزارش می‌شود.[۴]
- پرندگانی نیز در اروپا گزارش شده‌اند که مشکوک به پرندگان دورگهٔ کاکایی مدیترانه‌ای × کاکایی نوک‌سبز هستند. یکی از این کاکایی در لینکلن شایر در سال ۲۰۰۲ دیده شد.[۵]
- باور بر این است که پرنده‌ای که در دسامبر ۲۰۰۱ در خلیج بلهاون، لوتیان دیده شد و هر زمستان از آن زمان (حداقل تا سال ۲۰۰۵/۲۰۰۶) وجود داشت، ترکیبی بین کاکایی سرسیاه و کاکایی نوک‌سبز بود.[۶]
- به ندرت، دورگه‌هایی بین کاکایی خندان و کاکایی سرسیاه کوچک، کاکایی خندان و کاکایی نوک‌حلقه‌ای و احتمالاً کاکایی سرسیاه و نوک‌حلقه‌ای گزارش شده‌است. همگی از شرق آمریکای شمالی گزارش شده‌اند.
- شناخته شده‌است که کاکایی نوک‌سبز با کاکایی نوک‌حلقه‌ای در ایرلند شمالی دورگه شده‌است.[۷]

## جستارهای بیشتر
- دورگه پرنده
- دورگه‌زایی در پرندگان ساحلی
- دورگه‌زایی در پرستودریایی‌ها
- دورگه پرندگان شکارشونده